# یک کریسمس نسبتاً عجیب و غریب
یک کریسمس نسبتاً عجیب و غریب (به انگلیسی: A Fairly Odd Christmas) یک فیلم تلویزیونی محصول سال ۲۰۱۲ آمریکا و دنباله ای بر فیلم «یک فیلم نسبتاً عجیب و غریب: بزرگ شو، تیمی ترنر!» است.

شبکه اصلی نیکلودئون اولین بار در ۱۴ مارس ۲۰۱۲ ، پیش نمایش این فیلم را پخش کرد و این فیلم در ۲۹ نوامبر ۲۰۱۲ بر همین شبکه روی آنتن رفت.

این فیلم همچنین به یک فیلم نسبتاً عجیب و غریب ۲ نیز شناخته میشود.

## بازیگران
- دریک بل در نقش تیمی ترنر
- دانیلا مونه در نقش توتی
- دیوید لویس در نقش دنزل کروکر
- درن نوریس در نقش آقای ترنر
- تریل راثری در نقش خانم ترنر
- مارک گیبسون در نقش جوردن ون استرانگل
- تراویس ترنر در نقش دینگل داو
- دوین دالتون در نقش سرودخوان کریسمس
- آنتونی کاکس در نقش المر ، وروجک سالمند
- دِوِن ویگل در نقش ویکی
- داناوان استینسون در نقش بابا نوئل
- دایلیا بلا در نقش جینگل جیل
- اولیویا استیل-فالکونر در نقش کتی
- بوچ هارتمن در نقش یک سرودخوان کریسمس

### صداپیشه ها
- تارا استرانگ در نقش پووف
- درن نوریس در نقش کازمو
- سوزان بلیکسلی در نقش واندا
- بوچ هارتمن در نقش جینگر ، فرد ، اد ، ند و جد